# Gangaikondan
Gangaikondan là một thị xã panchayat của quận Cuddalore thuộc bang Tamil Nadu, Ấn Độ.

## Địa lý
Gangaikondan có vị trí 8°51′B 77°47′Đ / 8,85°B 77,78°Đ Nó có độ cao trung bình là 47 mét (154 feet).

## Nhân khẩu
Theo điều tra dân số năm 2001 của Ấn Độ, Gangaikondan có dân số 10.254 người. Phái nam chiếm 52% tổng số dân và phái nữ chiếm 48%. Gangaikondan có tỷ lệ 73% biết đọc biết viết, cao hơn tỷ lệ trung bình toàn quốc là 59,5%: tỷ lệ cho phái nam là 81%, và tỷ lệ cho phái nữ là 65%. Tại Gangaikondan, 13% dân số nhỏ hơn 6 tuổi.